# Juan Seoane
Juan Seoane Corrales (Lima, 1899-1979), escritor, magistrado y político peruano.

## Biografía
Fue hijo de Guillermo Seoane Avellafuertes (diplomático y jurista) y Manuela Corrales Melgar. Fueron sus hermanos: Manuel Seoane Corrales (1900-1963), prominente líder del Partido Aprista; y Edgardo Seoane Corrales, ingeniero agrónomo y también político. 
Estudió Derecho y se recibió de abogado. Ejercía como juez de paz, cuando el 7 de marzo de 1932, el joven aprista José Melgar Márquez, atentó contra la vida del presidente Luis Sánchez Cerro en la Iglesia Matriz de Miraflores. Juan Seoane, que vivía cerca de allí, fue acusado de facilitar el arma a Melgar, siendo procesado junto con este. Ambos fueron condenados a la pena de muerte, pena que al momento del atentado no se hallaba vigente, al haber sido abolida años atrás, pero que fue restituida y aplicada de manera retroactiva. Debido a la intervención de instituciones y personalidades, y previa autorización del Congreso Constituyente, Sánchez Cerro conmutó la pena de muerte por la de internamiento. 
Seoane fue finalmente indultado en 1941, bajo el primer gobierno constitucional de Manuel Prado Ugarteche. 
Fruto de su experiencia carcelaria es su libro Hombres y rejas, donde narra los detalles de su juicio y los maltratos que sufrió. Es una crónica valiosa para conocer la realidad carcelaria del Perú de aquellos años de violencia política. Fue editado en 1937, en Santiago de Chile, por la editorial Ercilla, que por entonces dirigía Luis Alberto Sánchez. Está prologado por Ciro Alegría.
Posteriormente, Juan Seoane escribió cuentos, algunos publicados en Crítica de Buenos Aires y en La Tribuna de Lima.

## Publicación
- Hombres y rejas (Santiago de Chile, 1937).